# Aglaiocercus kingii
El silfo de King (Aglaiocercus kingii), también denominado colibrí coludo azul (en Venezuela), cometa verdiazul o cometa verde (en Colombia), silfo de cola larga (en Perú) o silfo colilargo (en Ecuador), es una especie de ave apodiforme de la familia Trochilidae (los colibríes) perteneciente al género Aglaiocercus. Es nativo de regiones andinas y montañosas adyacentes del norte y oeste de América del Sur

## Distribución y hábitat
Se distribuye desde la cordillera de la Costa y adyacencias del norte de Venezuela, en la Serranía del Perijá y a lo largo de la cordillera de los Andes desde el oeste de Venezuela, por las tres cadenas de Colombia, por la pendiente occidental hasta el norte de Ecuador y por la pendiente oriental del este de Ecuador, Perú, hasta el noroeste de Bolivia.
Esta especie es considerada bastante común en una variedad de hábitats naturales que varían de acuerdo a la localidad y la época del año. Está asociado a bosques subtropicales y templados, pero también se encuentra en bordes de selvas húmedas áreas semiabiertas de selvas húmedas y crecimientos secundarios, zonas pre-montanas, matorrales, claros, pastizales, jardines y áreas cultivadas; raramente es observado en el interior de los bosques. En altitudes entre 1400 y 3000 m, preferentemente a menos de 2500 m

## Descripción
En promedio el macho mide 18 cm de longitud y la hembra 9,7 cm. Pico relativamente corto, de 13 mm, recto y negro. El plumaje del macho es de color verde, brillante en las partes superiores, con una banda deslumbrante en la corona y oscuro en las partes inferiores; la garganta presenta puntos azules; la cola azulada metálica por encima y negruzca por debajo. La hembra es verde brillante en las partes superiores; presenta garganta blanca con punticos verdes; el pecho y el vientre color canela brillante y la cola verde oscuro azulado con puntas blancas en las plumas exteriores.

## Alimentación
Se alimenta del néctar de las flores y defiende los árboles de su territorio. También captura pequeños insectos desde una percha.

## Sistemática

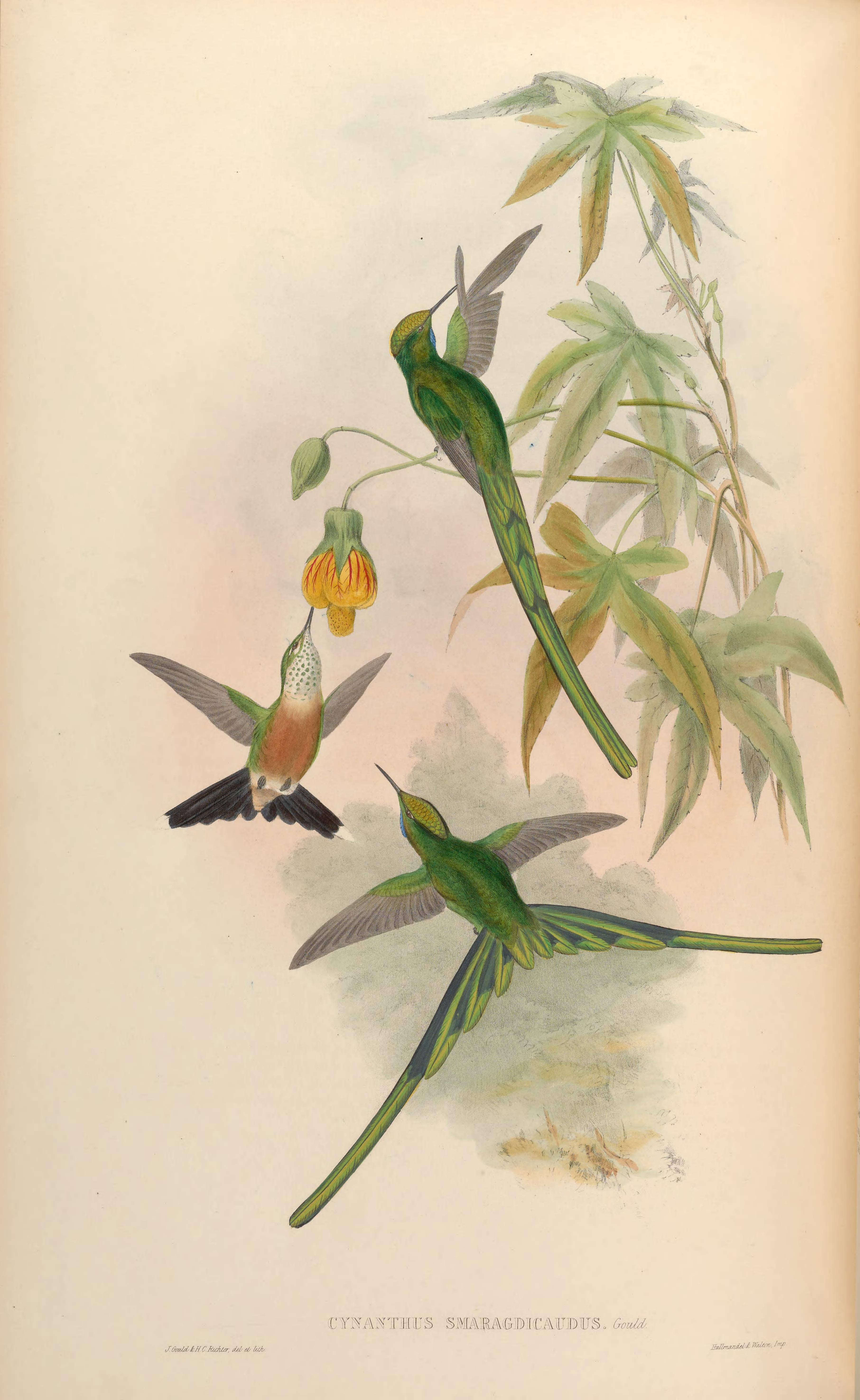
Cynanthus smaragdinus sinónimo de Aglaiocercus kingii smaragdinus, ilustración de Gould y Richter en A monograph of the Trochilidae, or family of humming-birds 3, 1861.

### Descripción original
La especie A. kingii fue descrita por primera vez por el ornitólogo francés René Primevère Lesson en 1832 bajo el nombre científico Ornismya kingii; su localidad tipo es: «Jamaica», error, enmendado para «Bogotá, Colombia».

### Etimología
El nombre genérico masculino «Aglaiocercus» se compone de las palabras del griego «aglaia» que significa ‘esplendoroso’, ‘hermoso’, y «kerkos» que significa ‘cola’; y el nombre de la especie «kingii», conmemora al almirante, explorador y naturalista británico Philip Parker King (1791–1856).

### Taxonomía
Los límites de las especies dentro del género Aglaiocercus han sido fluidos y controvertidos en el pasado; en un extremo se consideró que todos los taxones representaban especies separadas, incluyendo las actualmente especies hermanas Aglaiocercus coelestis y A. berlepschi y algunos actualmente tratados como subespecies de A. kingii (como emmae, caudatus y mocoa), y en otro extremo como siendo todos conespecíficos con la presente especie.

### Subespecies
Según las clasificaciones del Congreso Ornitológico Internacional (IOC) y Clements Checklist/eBird  se reconocen seis subespecies, con su correspondiente distribución geográfica:
- Aglaiocercus kingii margarethae (Heine), 1863 – montañas del centro norte y cordillera de la Costa de Venezuela (Falcón al este hasta Miranda).
- Aglaiocercus kingii caudatus (Berlepsch), 1893 – Serranía del Perijá y Andes del oeste de Venezuela (Lara al sur hasta Táchira) y norte de Colombia (Norte de Santander).
- Aglaiocercus kingii emmae (Berlepsch), 1893 – Andes centrales del norte de Colombia hasta los Andes occidentales del sur de Colombia y noroeste de Ecuador (al sur hasta Pichincha).
- Aglaiocercus kingii kingii (Lesson), 1832 – Andes orientales de Colombia (Santander al sur hasta Cundinamarca).
- Aglaiocercus kingii mocoa (Delattre & Bourcier), 1846 – Andes centrales del sur de Colombia (este de Nariño), Ecuador, y norte de Perú (al sur hasta Cajamarca).
- Aglaiocercus kingii smaragdinus (Gould), 1846 – pendiente oriental de los Andes de Perú (al sur desde Amazonas) hasta el centro oeste de Bolivia (al sur hasta Cochabamba).